# Проскуровский округ
Проскуровский округ (укр. Проскурівська округа) — административно-территориальная единица Украинской ССР в 1923—1930 и 1935—1937 годах. Центр — город Проскуров.

## Округ в 1923—1930 годах
Проскуровский округ был образован в составе Подольской губернии в 1923 году, когда по всей УССР вводилось окружное деление. В 1925 году губернское деление было упразднено, и округ перешёл в прямое республиканское подчинение.
По данным на 1 января 1926 года, округ делился на 16 районов: Бахматовецкий, Волковинецкий, Волочисский, Войтовецкий, Городокский, Деражнянский, Кузьминский, Летичевский, Меджибожский, Михалпольский, Проскуровский, Старо-Синявский, Фельштинский, Черно-Островский, Юринецкий и Ярмолинецкий.
В 1930 году Проскуровский округ был ликвидирован.
По данным на 1926 год в округе проживало 572,5 тыс. чел. В том числе украинцы — 80,3 %; поляки — 10,2 %; евреи — 8,1 %; русские — 1,0 %.

## Округ в 1935—1937 годах
Вновь Проскуровский округ был образован 1 апреля 1935 года в качестве пограничного округа Винницкой области. Делился на 8 районов: Базалийский, Волочисский, Городокский, Красиловский, Михалпольский, Сатановский, Черноостровский, Ярмолинецкий. В 1937 году округ был упразднён, а его районы отошли к новой Каменец-Подольской области.